# Osłuchiwanie

Osłuchiwanie płuc za pomocą stetoskopu

Osłuchiwanie (łac. auscultatio, ang. auscultation) – badanie lekarskie polegające na ocenie dźwięków (szumów, szmerów, tonów) pochodzących od niektórych narządów wewnętrznych, głównie od serca, płuc (wraz z dolnymi drogami oddechowymi), jamy brzusznej (perystaltyka), tętnic, a także tętna płodu.

## Historia
Twórcą tej metody jest francuski lekarz René Laennec. Osłuchiwania dokonuje się za pomocą stetoskopu.
Polski emigrant po powstaniu listopadowym, Adam Raciborski, lekarz pracujący we Francji napisał w 1835 podręcznik na temat tej nowej metody badania pt. „Nowy podręcznik osłuchiwania i opukiwania” (fr. Nouveau manuel complet d’auscultation et de percussion), w którym obok osłuchiwania opisał opukiwanie.